# 相対速度
相対速度（そうたいそくど、英語：relative velocity）とは、ある運動物体から見た他の運動物体の速度である。
二つの物体A、Bのそれぞれの速度ベクトルを{\displaystyle \mathbf {V_{A}} ,\mathbf {V_{B}} } とする。
この場合、ニュートン力学では、Aを観測者とした場合の物体Bの相対速度{\displaystyle \mathbf {V_{rel}} }は
{\displaystyle \mathbf {V_{rel}} =\mathbf {V_{B}} -\mathbf {V_{A}} }
となる。
以下にいくつかの例を示す。
- 同じ方向へ走行する自動車A、Bがあり、Aが40km/h、Bが70km/hで走行しているとき、Aの車内からはBが前方へ向けて30km/hで移動しているように見える。BからAを見た場合は、Aが後方へ向けて30km/hで移動しているように見える。
- 双方とも同じ速度で走行しているとき、AからはBが静止しているように見える。（BからAを見た場合でも同様）
- AとBが対向していて、Aが40km/h、Bが70km/hで互いに接近しているとき、AからはBが前方より110km/hで接近してくるように見える。（BからAを見た場合でも同様）

ニュートン力学では、宇宙における絶対静止座標系が存在しないので、あらゆる速度は常にその時々の観測者から見た相対速度である。
相対性理論によれば、真空中での光の相対速度は、観測者の速度に依らず常に一定である